# Bonshō

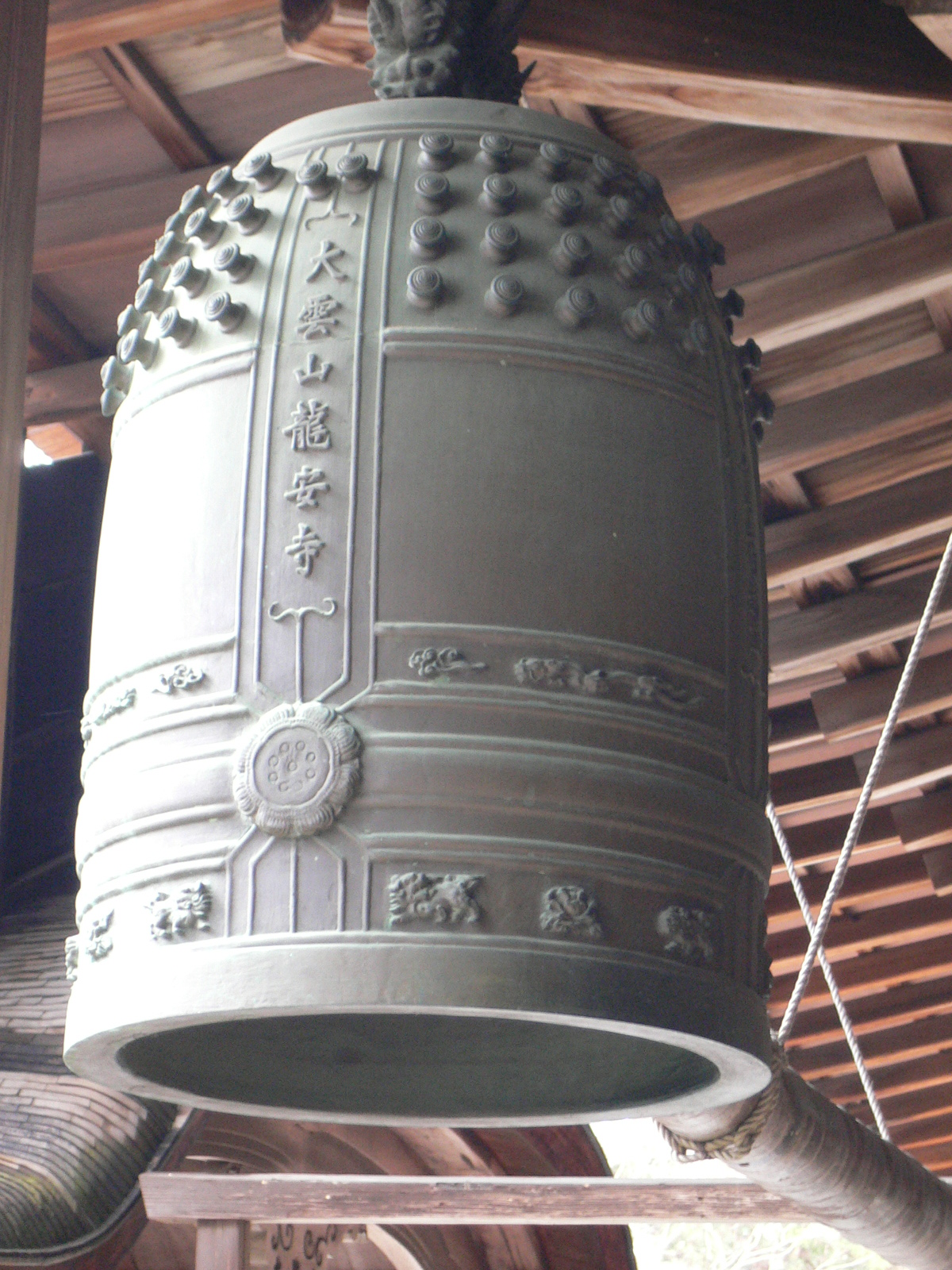
Un bonshō au monastère Ryōan-ji.

Les bonshō (梵鐘, cloches bouddhiques), aussi connues sous le nom de tsurigane (釣り鐘, cloches suspendues) ou ōgane (大鐘, grandes cloches) sont des cloches dans les temples bouddhistes au Japon utilisées pour appeler les moines à la prière et à marquer le temps.
Les cloches sont généralement faites en bronze selon un procédé de coulée à moule perdu. Elles sont décorées de bossages, de bandes et d'inscriptions. Ne contenant pas de battant, les bonshō sont frappés à l'aide de maillet ou de poutre suspendue à des cordes. La tonalité pénétrante et envahissante des cloches porte sur des distances considérables, ce qui a conduit à leur utilisation pour marquer le temps et comme signal ou alarme.
Au Japon, la première de ces cloches date de 600 av. J.-C., même si la conception générale a une origine chinoise plus ancienne et partage des caractéristiques observées sur des cloches chinoises. Tout au long de l'histoire du Japon, les cloches ont été associées à des contes et légendes, comme la cloche Benkei de Mii-dera, ou celle plus historique de Hōkō-ji.
La signification spirituelle de bonshō leur fait jouer un rôle important dans les cérémonies bouddhistes, en particulier lors du Nouvel An japonais ou du matsuri O-Bon. À l'époque moderne, le son du bonshō est devenu symbole de paix dans le monde.

## Origine
Le bonshō est un dérivé du bianzhong (henshō 編鐘 en japonais), ancien instrument de musique chinoise comportant un ensemble de cloches accordées. Une cloche supplémentaire, devenue plus tard le bonshō, a été utilisée comme diapason et pour appeler les auditeurs assistant à un récital bianzhong.
Selon la légende, le plus ancien bonshō serait arrivé au Japon, en provenance de Chine, en passant par la péninsule coréenne. Le Nihon shoki rapporte que Ōtomo no Satehiko a ramené au Japon en 562 trois cloches en bronze comme butin de guerre du Koguryo.

## Exemples notables
Le plus ancien bonshō connu (et également la plus ancienne cloche du monde toujours utilisée) a été coulée en 698, il s'agit de la cloche Okikicho, installée dans le temple Myōshin-ji.
Le plus grand bonshō, dans le temple de Chion-in, a été commandé en 1633 et pèse 74 tonnes. Trente-cinq hommes sont nécessaires pour le faire sonner.

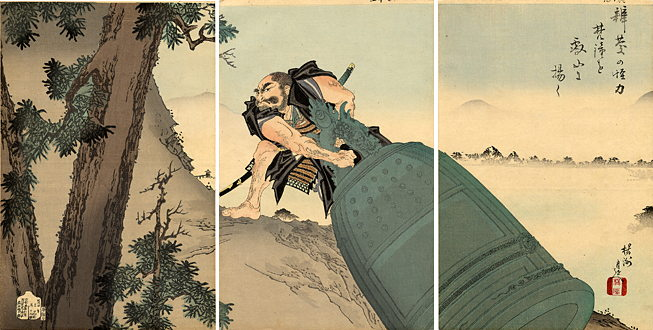
Toyohara Chikanobu, Cloche géante, vers 1890. Triptyque de style ukiyo-e dépeignant Benkei volant le bonshō de Mii-dera.

Durant le XVIIe siècle, le bonshō devient le symbole de la puissance d'un temple. En conséquence, les cloches sont souvent volées. Ainsi, le légendaire Benkei aurait traîné la cloche de trois tonnes du temple de Mii-dera sur le mont Hiei lors d'un tel vol,,. D'après la légende, les éraflures profondes se trouvant sur la cloche, toujours visible à Mii-dera, sont réputées être dues au coup de pied de Benkei après que la cloche a refusé de sonner et demandé son retour au monastère.
La cloche de Benkei est aussi liée au légendaire héros du Tawara Tōda (en), qui serait celui qui en aurait fait don au temple de Mii-dera. Il l'aurait acquise du dieu dragon Ryūjin, en remerciement pour avoir sauvé le dieu d'un mille-pattes géant.

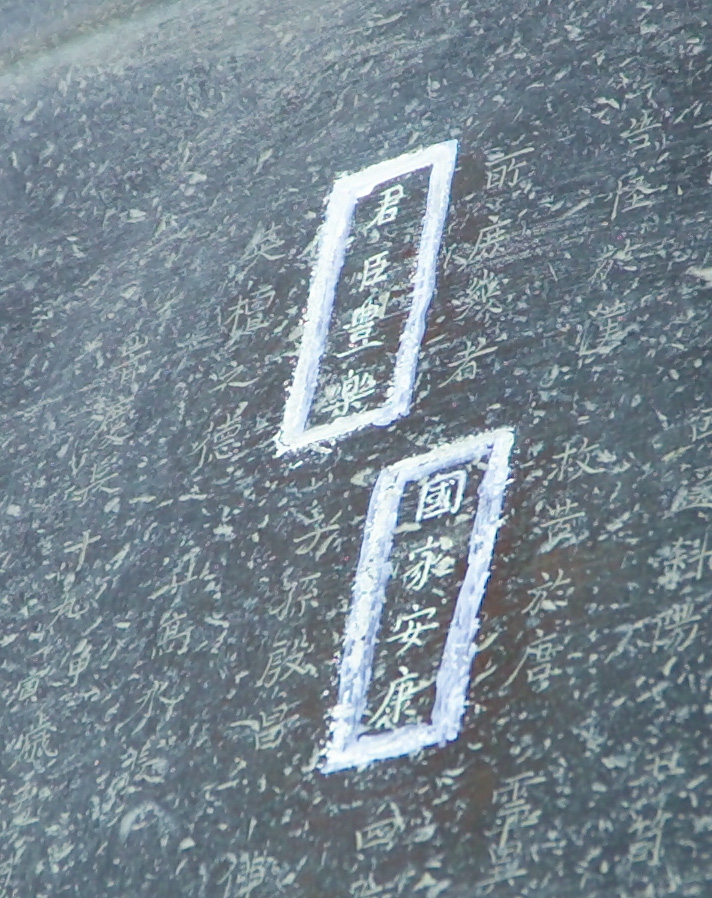
Kokka ankō, l'inscription litigieuse de la cloche Hōkō-ji.

Après la destruction du temple de Hōkō-ji lors d'un incendie au début du XVIIe siècle, Toyotomi Hideyori finance sa reconstruction en 1610 et commande une grande cloche pour le nouveau temple.
L'inscription portée sur la cloche provoque la colère de Tokugawa Ieyasu qui est devenu shogun après avoir arraché le pouvoir du clan de Toyotomi, lorsque Toyotomi Hideyoshi, père de Hideyori, est mort. L'inscription, Kokka ankō (国家安康), « Puisse l'État être pacifique et prospère », reprend les caractères kanji du nom du shogun, 家康, le coupant en deux pour y insérer le caractère pour « paix », 安.
Tokugawa l'interprète comme une déclaration d'insoumission et utilise ce différend comme excuse pour faire la guerre au clan Toyotomi, induisant le siège d'Osaka et la destruction du clan Toyotomi,,.
Un bonshō de bronze fait partie des cadeaux offerts au commodore Matthew Perry lors de son expédition. Créé par les fondeurs de cloches pour la famille Suwa de Higo, il est conservé désormais dans les collections du Smithsonian Institution.
La cloche du temple Nishiarai daishi d'Adachi devait être fondue en 1943, dans le cadre de l'effort de guerre du Japon. L'équipage du USS Pasadena la retrouve dans un amas de ferraille, la ramène aux États-Unis comme trophée de guerre avant de la donner à la ville de Pasadena. La cloche est rendue à la ville de Tokyo en 1955.
Une histoire similaire concerne la cloche de Manpuku-ji, ramenée après la guerre sur le USS Boston. Toutefois, dans son cas, les autorités de Sendai ont permis à la ville de Boston de conserver la cloche en symbole de l'amitié entre les deux cités. La cloche de Boston est le dernier bonshō lié à la Seconde Guerre mondiale conservé aux États-Unis.

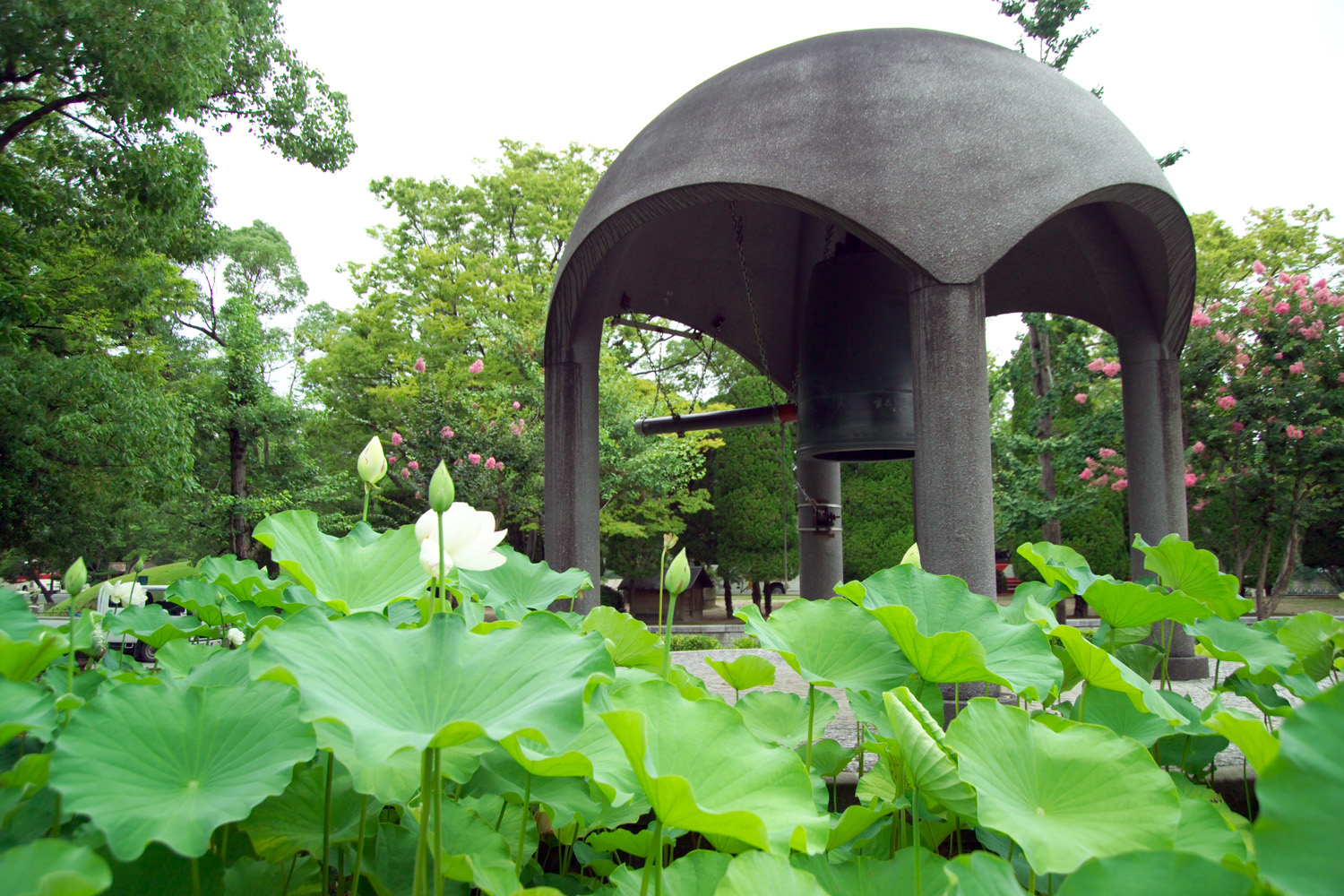
La Cloche de la paix située dans le parc du Mémorial de la Paix de Hiroshima.

La Cloche japonaise de la paix installée devant le siège des Nations unies à New York a été offerte par le Japon comme symbole de paix dans le monde. Elle a été créée en utilisant du métal de pièces de monnaie et de médailles provenant de donateurs du monde entier. Des cloches similaires, représentant un engagement à la cause de la paix dans le monde, se trouvent dans des lieux publics, dont le parc du Mémorial de la Paix de Hiroshima.

## Fonction et signification

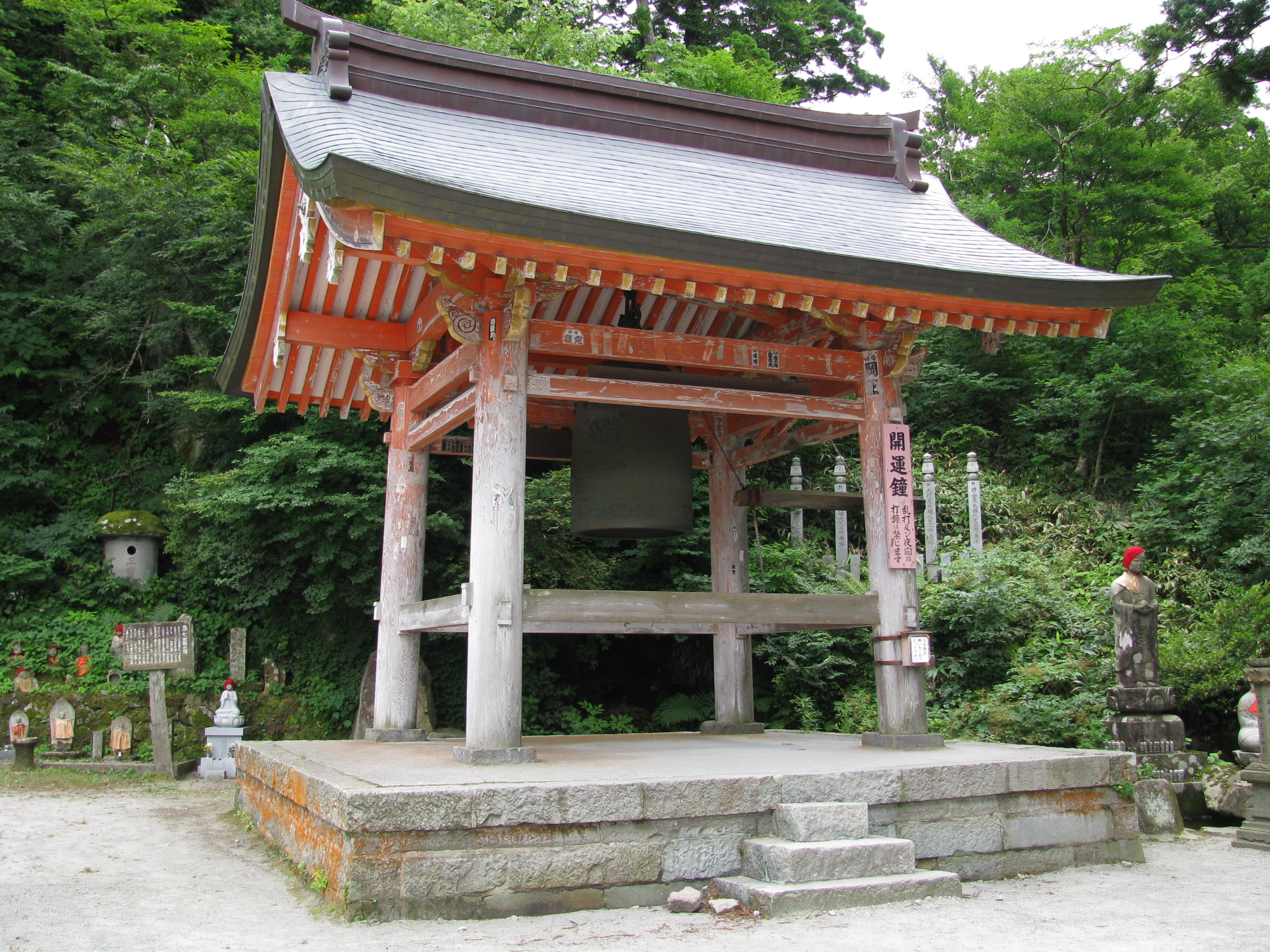
Le, préfecture de Tottori.

Les bonshō sont installés dans les temples bouddhistes, habituellement dans un bâtiment ou une tour appelée shōrō (鐘楼). Ils sont utilisés pour marquer le passage du temps et appeler les moines pour les services liturgiques. Dans le bouddhisme, le son de la cloche est réputé apporter le calme et installer une atmosphère propice à la méditation.
En raison de leur forme, les cloches sont vues comme des représentations du Bouddha assis et se voient accorder le même respect. Les personnes devant les faire sonner s'inclinent préalablement trois fois devant elles, comme s'il s'agissait d'une statue de Bouddha.
Le bruit sonore de la cloche est aussi utilisé pour avertir de l'arrivée des typhons et pour alerter d'une manière générale. Comme le timbre de la cloche peut être entendu sur des distances considérables, il est parfois utilisé à des fins de signalisation.
Les archives de temples indiquent l'utilisation de bonshō pour des communications militaires comme lors de la guerre de Genpei (1180-1185). Étant donné que les cloches des temples sont lourdes et encombrantes, des cloches plus petites ont été utilisées pendant les batailles. Ces petits bonshō ont servi d'alarme lors d'attaques ennemies, les ordres étant plutôt transmis par les tambours et les conques.

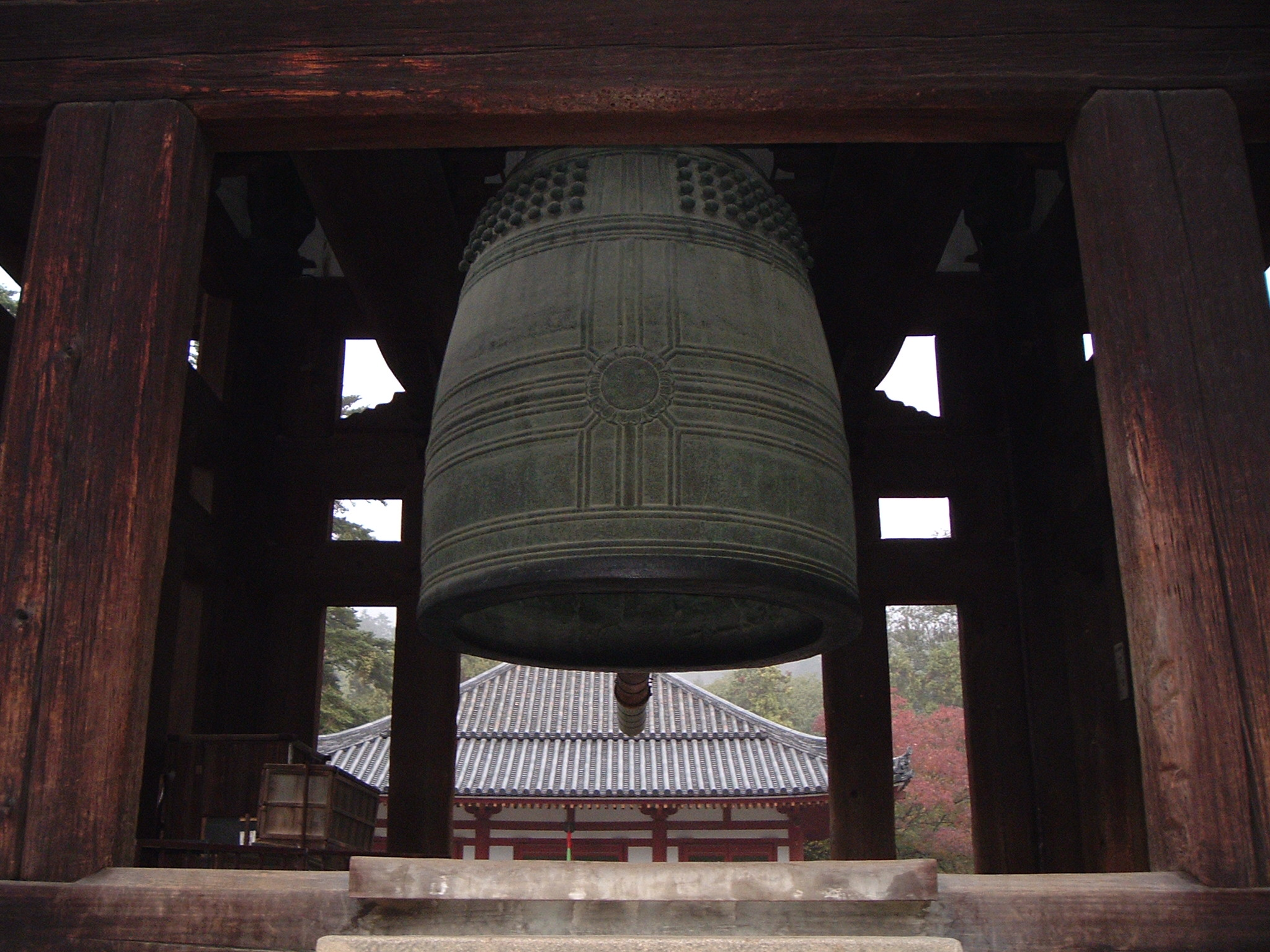
Cloche du temple Tōdai-ji de Nara au Japon.

Lors des célébrations du Nouvel An japonais, le peuple se rend dans les temples pour la cérémonie de joya no kane (除夜の鐘) qui consiste à faire sonner les cloches des temples 108 fois, une pour chaque péché de la tradition religieuse bouddhique,.
Durant le festival O-Bon, un type spécial de bonshō, le ōkubo-ōgane (大久保大鐘), est sonné. La cloche est suspendue au-dessus d'un puits et le son résonne jusque dans le monde souterrain pour convoquer l'esprit des morts. À la fin du festival, un autre bonshō, le okurikane (送り鐘), les renvoie vers leur monde et sonne la fin de l'été,.
Durant la Seconde Guerre mondiale, la demande de métal pour l'effort de guerre a entraîné la refonte de beaucoup de cloches, celles y ayant échappé sont considérées comme d'importants artefacts historiques. Plus de 70 000 cloches (approximativement, 90 % des bonshō existants) ont été détruites durant cette période,. Toutefois, une production intensive de cloches durant la période d'après-guerre a permis, en 1995, de retrouver le niveau d'avant-guerre.

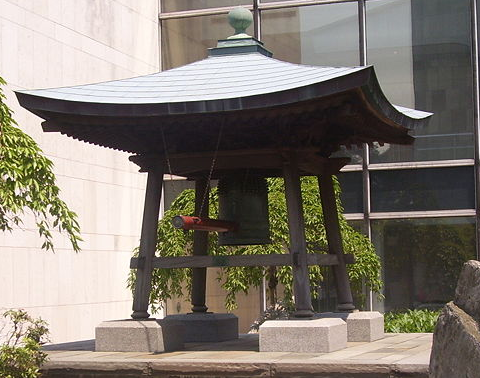
La cloche de la Paix, devant le siège de l'ONU.

Dans la seconde moitié du XXe siècle, l'Association mondiale de la cloche de la Paix (en) a été créée au Japon avec pour objectif de financer et de fondre des cloches afin de les installer dans le monde entier comme un symbole de paix,.
Des bonshō ont été utilisés en réponse à des catastrophes naturelles comme le séisme de 2011 de la côte Pacifique du Tōhoku. Plusieurs communautés touchées ont commandé des cloches pour commémorer l'évènement.
Le bonshō est utilisé occasionnellement dans des compositions musicales modernes. Le son de cloches de temples a été utilisé dans la pièce musicale Olympic Campanology de Toshirō Mayuzumi, lors de l'ouverture des Jeux olympiques d'été de 1964. Une cloche de temple est également utilisée dans la pièce Lamia de Jacob Druckman. Des compositeurs modernes pour percussion ont parfois utilisé le bonshō pour remplacer le son du gong.

## Fabrication
Le bonshō est moulé d'une seule pièce à partir de deux moules, le noyau et la matrice, suivant un procédé qui est en grande partie inchangé depuis l'époque de Nara (710-794).
Le noyau est constitué d'un dôme de briques de sable, tandis que la matrice est faite en utilisant un gabarit de bois. C'est une planche, grande et plate, découpée selon la forme de la cloche, qui est mise en rotation suivant un axe vertical pour façonner l'argile utilisée pour le moule. Les inscriptions et décorations sont gravées ou imprimées sur la glaise.
La matrice est placée sur le noyau et le bronze en fusion, à une température de 1 050 °C, est versé dans l'interstice ainsi créé. Le ratio de l'alliage est habituellement de 17 de cuivre pour 3 d'étain, le mélange exact (ainsi que la vitesse de refroidissement) a un impact sur la tonalité de la cloche. Après que le métal est refroidi et solidifié, le moule est cassé. Un nouveau moule est donc nécessaire pour chaque cloche.
Le processus a un taux d'échec important, seulement 50 % des pièces moulées se révèlent sans fissure ou imperfection.
La fonte est traditionnellement accompagnée de chants de sutras bouddhistes qui peuvent durer plusieurs heures. Des papiers portant des prières bouddhistes, des brins de mûrier sacré et d'autres offrandes cérémonielles sont mêlés au bronze en fusion durant la coulée,,.

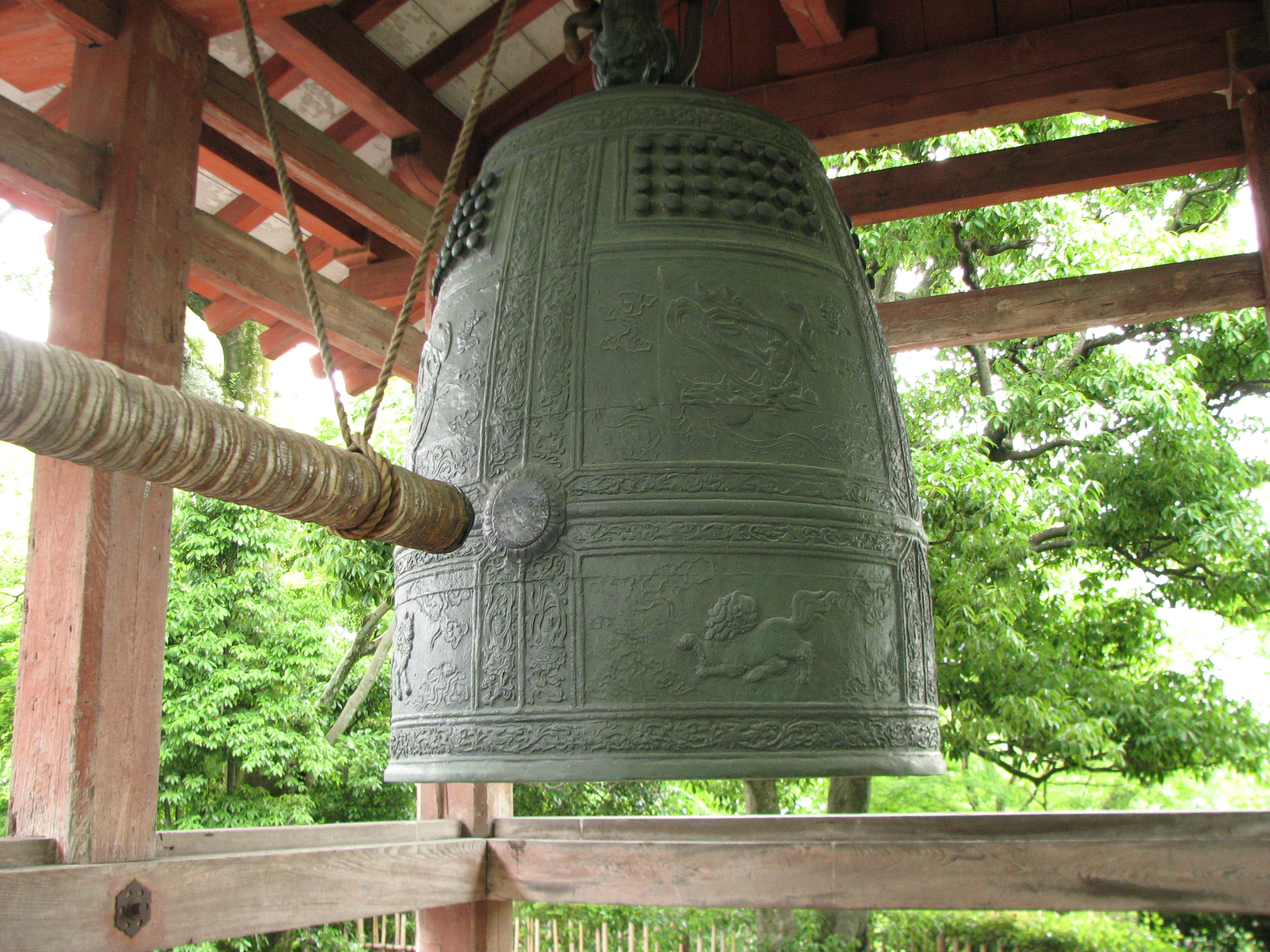
Cloche du temple de Byodoin.

Une cloche de temple a plusieurs parties, :
- ryūzu (竜頭?), la poignée en forme de dragon au sommet de la cloche, qui permet de la porter ou de la suspendre ;
- kasagata (笠形?), le dôme couronnant la cloche ;
- chichi ou nyū (乳?), les bossages autour de la partie haute de la cloche qui modifient sa résonance ;
- koma no tsume (駒の爪?), le bord inférieur ;
- tsuki-za (撞座?), le panneau de frappe, plaque renforcée où la cloche est frappée. Il est souvent décoré d'un lotus ;
- tatsuki (竜貴?), les bandes de décoration horizontales ;
- mei-bun (銘文?), l'inscription qui souvent raconte l'histoire de la cloche ;
- shu-moku (手木?), la poutre de bois suspendue utilisée pour frappe le tsuki-za.

Certaines pièces conservent des traces de bavures provenant des joints du moule, l'ébarbage ne les ayant pas complètement éliminées, qui sont considérées comme un aspect de la beauté globale de la cloche. L'acoustique de la cloche est soigneusement analysée par ses créateurs, une différence d'un simple hertz dans une fréquence peut induire la refonte de la cloche. L'apparence et le son de la cloche sont conçus pour être en harmonie avec l'esthétique wabi-sabi du Japon.

## Son
Les cloches des temples japonais sont frappées sur l'extérieur avec un maillet ou avec une poutre suspendue,
Le son de la cloche peut être décomposé en trois parties :
- l'atari, l'impact du coup. Une cloche parfaite doit produire un son net et clair ;
- le oshi, qui prolonge l'atari, réverbération du son après que la cloche est frappée. C'est un ton très haut et un grondement sourd mélancolique, riche en harmonie, qui peut durer dix secondes ;
- le okuri, le déclin. La résonance entendue est la vibration finale de la cloche qui peut durer une minute.

S'y combinent des harmoniques continues tout au long du tintement de la cloche,.
Ces multiples tons créent un son complexe. La tonalité basse et la résonance profonde de la cloche permettent au son de se propager sur de grandes distances. Un grand bonshō, par temps clair, peut être entendu à trente-deux kilomètres.